# Ligne d'Ormoy-Villers à Boves
La ligne d'Ormoy-Villers à Boves est une ligne ferroviaire qui relie la banlieue parisienne nord-est à la région d'Amiens. Très utilisée au temps de la traction à vapeur pour acheminer le charbon du bassin houiller du nord de la France vers la région parisienne, en évitant ainsi l'emprunt de la section Amiens - Paris très chargée, elle est utilisée aujourd'hui pour le trafic des marchandises entre Ormoy-Villers et la ligne de Creil à Jeumont et en trafic voyageurs entre Estrées-Saint-Denis et Boves (relation entre Compiègne et Amiens).
Elle constitue la ligne 232 000 du réseau ferré national.

## Historique

### Section d'Ormoy-Villers à Estrées-Saint-Denis
La section d'Ormoy-Villers à Estrées-Saint-Denis avait été concédée à titre éventuel par le Préfet du département de l'Oise le 26 août 1876 à la Compagnie des chemins de fer du Nord. Elle a été déclarée d'utilité publique à titre de ligne d'intérêt local le 12 décembre 1877 rendant ainsi la concession définitive. Le décret comprenait également un raccordement avec la ligne de Chantilly - Gouvieux à Crépy-en-Valois près de Crépy-en-Valois.
Cette section a été intégrée dans le réseau d'intérêt général par la loi du 20 novembre 1883.
Cette section doit être considérée comme un ensemble avec
- le raccordement de Duvy (à double voie) avec la ligne de Paris à Hirson, permettant aux trains de voyageurs de desservir la relation Crépy-en-Valois - Compiègne sans passer par Ormoy-Villers ;
- les raccordements nord et sud de Rivecourt avec la ligne de Creil à Jeumont, utilisés par les trains de voyageurs précités et qui permettaient aux trains de marchandises et aux trains grandes lignes entre la région parisienne et Compiègne d'éviter la gare de Creil sans rebroussement ;
- le raccordement de Longueil (à double voie) avec la même ligne, pour le transit entre Creil et Estrées-Saint-Denis, utile p.ex. aux trains de la relation Paris - Cambrai via Montdidier ;
- le raccordement des Ageux avec toujours la ligne Creil - Jeumont qu'il rejoigne à l'est de la gare de Longueil-Sainte-Marie, permettant aux trains de marchandises entre la région parisienne et Creil d'éviter la ligne de Paris à Creil ; en même temps, des trains de voyageurs entre Paris et Amiens peuvent être détournés par ce même itinéraire, et les trains de la relation Paris - Laon (- Hirson) peuvent quant à eux être détournés par Verberie en cas d'interception de la section de Paris à Ormoy-Villers.

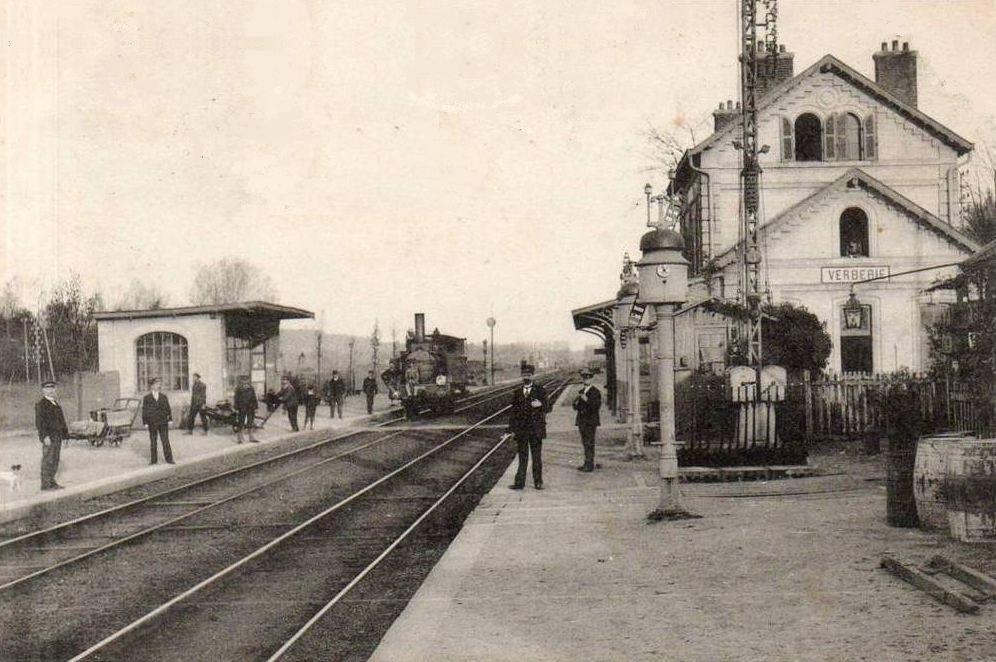
La gare de Verberie au début du XXe siècle ; le personnel pose pour le photographe.

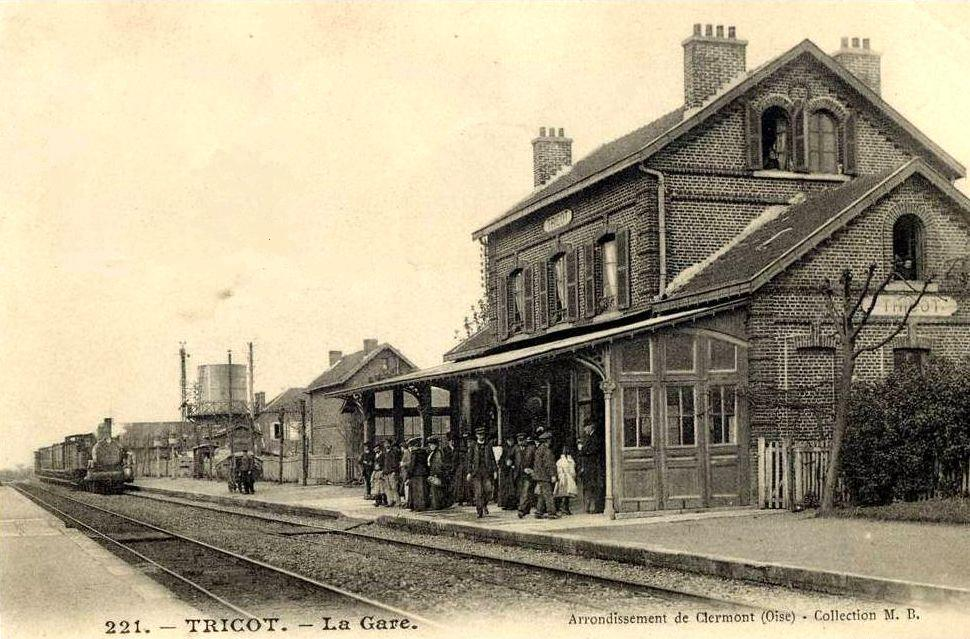
Train entrant en gare de Tricot.

Le département de l'Oise étudie, pendant les années 1870, une ligne d'intérêt local entre Crépy-en-Valois et Estrées-Saint-Denis. À la suite d'une convention avec la Compagnie des chemins de fer du Nord de printemps 1870, elle est construite pour le compte de cette grande compagnie, soucieuse d'éviter la compétition avec des compagnies « d'intérêt local ». En cours de réalisation, il est décidé de transformer la ligne en liaison d'intérêt général afin qu'elle puisse assumer une partie du lourd trafic de charbon entre la région parisienne et le Nord. Ainsi, dès sa mise en service le 31 juillet 1882, la ligne d'Ormoy-Villers à Estrées-Saint-Denis est à double voie et doté du block manuel.
Le service voyageurs reste toujours assez modeste. La ligne assume une mission d'itinéraire de détournement lors des grandes rencontres hippiques à Chantilly, qui donnent lieu à la mise en place de plusieurs dizaines de « trains des courses » saturant la ligne de Paris à Creil. Pendant la Première Guerre mondiale, la ligne avec ses différents raccordements joue un rôle important pour l'acheminement de renforts et de matériels divers vers le front de la Somme, et les installations des gares sont agrandies. Puis en août  1917, des troupes britanniques envoyées en Italie passent également par Verberie et Ormoy-Villers.
Le 15 mai 1939 est le jour de la suppression du service voyageurs sur la plupart des lignes SNCF de moindre importance dans le département de l'Oise dont celle d'Ormoy-Villers à Boves, mais aussi dans d'autres régions de la France, dans le cadre de la politique de la coordination. Cette dernière poursuit officiellement l'objectif de mettre fin à la compétition entre les lignes d'autocars privées (créées pour la plupart sans concertation et étant assurées à titre libre) et le chemin de fer, mais est surtout un prétexte pour libérer la SNCF de son obligation de service public sur de nombreuses relations. Ne sont pas concernés par cette suppression, les express de la relation Paris - Cambrai qui passent encore par la section Longueil-Sainte-Marie - Estrées-Saint-Denis sans arrêt commercial entre ces deux gares. Pendant la Seconde Guerre mondiale, du 6 octobre 1940 jusqu'au service d'été 1941, les trains de service allemands D1/D2 Paris - Douai transitent par Verberie. Puis, un train mixte Crépy-en-Valois - Compiègne et retour circule quotidiennement jusqu'à la Libération,.
En 1959, l'une des deux voies du raccordement de Duvy est déposée par le Génie ferroviaire. La deuxième voie, bien que sans usage depuis la fin du service voyageurs, reste toutefois opérationnelle jusqu'en 1965.
L'électrification de la totalité de l'axe Ormoy-Villers - Boves est décidée par le ministère des Travaux Publics en date du 9 novembre 1954, mais les travaux ne débutent qu'en 1962. À cette date, la ligne de Paris à Lille est déjà électrifiée depuis trois ans, et il s'avère que l'ensemble des trains de marchandises entre Paris et le Nord peuvent très bien transiter par cette ligne, ainsi que par l'itinéraire via Ormoy-Villers, Tergnier et Busigny. De ce fait, les travaux ne seront finalement jamais exécutés entre la zone des bifurcations de Longueil / Rivecourt et Estrées. La section d'Ormoy-Villers jusqu'aux raccordements de Rivecourt et des Ageux inclus est armée de traverses de béton, électrifiée en 25 kV monophasé et équipée du block automatique lumineux (BAL). L'électrification est inaugurée officiellement le 27 septembre 1963 par le passage d'un train de reconnaissance tractée par la BB 16017 du dépôt de La Chapelle.
La section comprise entre la bifurcation des Ageux et la bifurcation de Bailly ne supporte désormais plus aucun trafic régulier. Le raccordement de Longueil et la section comprise entre la bifurcation de Bailly et Estrées sont encore utilisés deux fois par jour par l'autorail direct n° 1908/1933 Cambrai - Paris et retour jusqu'au 26 septembre 1966[réf. nécessaire]. À cette date, la section comprise entre la bifurcation des Ageux (PK 76,2) et Rucourt, hameau au nord de Longueil (PK 80,5) est neutralisée, tout comme le raccordement de Longueil[réf. souhaitée]. Le reste de la ligne de Rucourt à Estrées suit le 16 décembre 1973, mais un entretien minimal pour des raisons stratégiques est toujours effectué sur les tronçons neutralisés pendant au moins une dizaine d'années encore.

### Section d'Estrées-Saint-Denis à Longueau

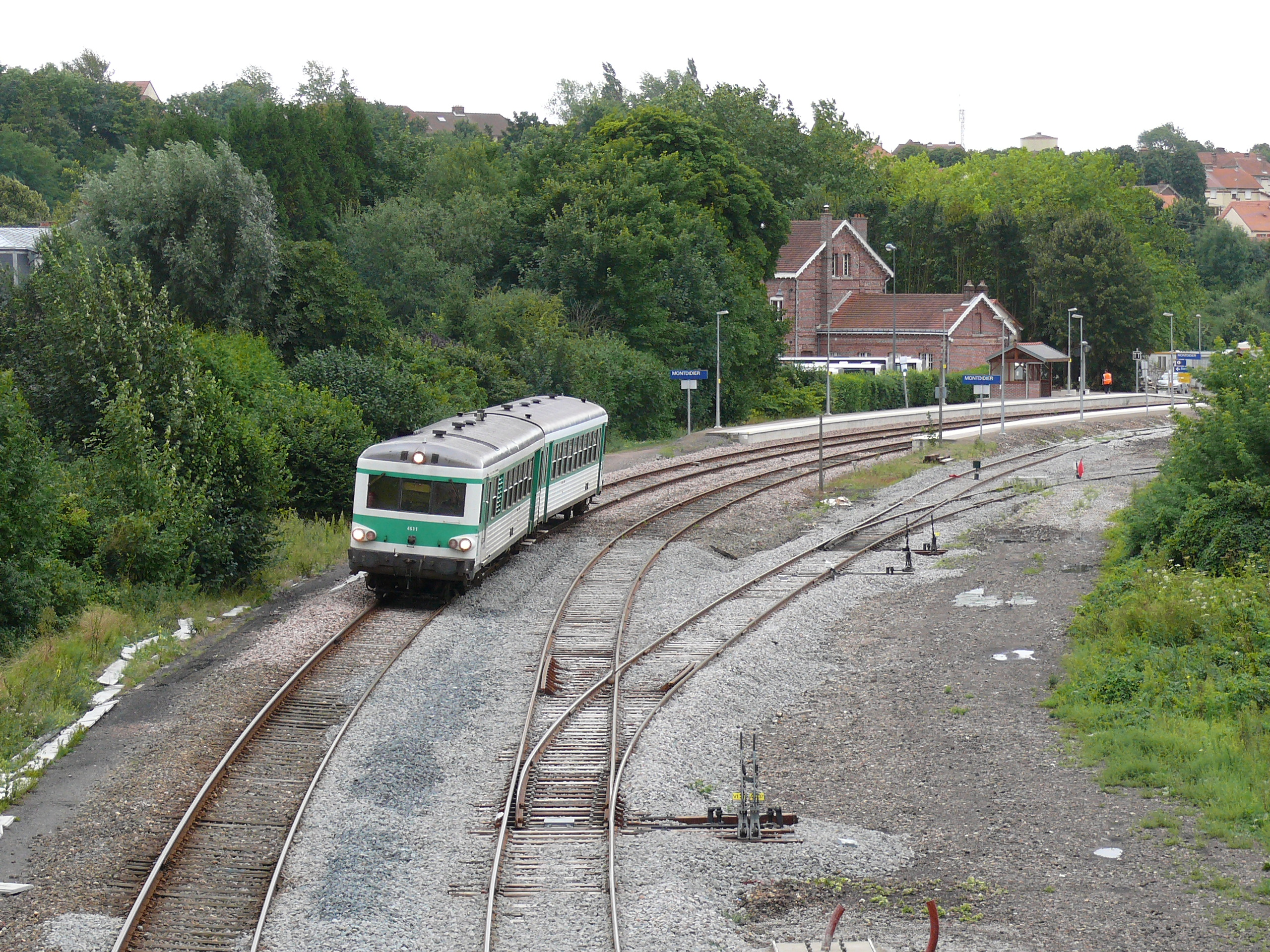
La gare de Montdidier pendant le RVB en août 2008 ; passage d'un EAD peu avant la disparition de cette série de la ligne.

La section de Boves à Estrées-Saint-Denis faisait partie d'une ligne d'Amiens à la vallée de l'Ourcq par Montdidier, Estrées-Saint-Denis et Compiègne, déclarée d'utilité publique le 30 décembre 1875 et concédée à la Compagnie des chemins de fer du Nord.
La section d'Estrées-Saint-Denis à Longueau n'est ouverte que le 1er juin 1883, soit onze mois après la mise en service de la section d'Ormoy-Villers à Estrées-Saint-Denis. Cette gare située sur la ligne de Rochy-Condé à Soissons avait déjà été mise en service le 12 mai 1880 et devient ainsi une gare de bifurcation. De même, la gare de Montdidier à mi-chemin entre Estrées et Boves avait déjà été mise en service le 1er septembre 1873 comme terminus d'une ligne d'intérêt local depuis Chaulnes et Péronne, prolongée jusqu'à Saint-Just-en-Chaussée le 25 juillet 1875 dans le cadre de la constitution de la ligne de Saint-Just-en-Chaussée à Douai. Ainsi, la section d'Estrées à Longueau croise deux transversales préexistantes. Entre Boves et Longueau, elle est en outre parallèle à la ligne de Paris-Nord à Lille pendant 3,96 km, d'où son appellation officielle.

Dans le cadre de la modernisation de l'axe Amiens - Compiègne, la section d'Estrées à Longueau bénéficie d'une modernisation des installations voyageurs à partir de 2003, puis d'une rénovation complète de l'infrastructure ferroviaire achevée le 28 juin 2009. Les travaux portent sur un Renouvellement Voie Ballast ; la simplification du plan des voies des gares ; la suppression des voies secondaires dans toutes les gares intermédiaires sauf Moreuil, Montdidier et Estrées ; la rectification du tracé à certains endroits, avec un déplacement de la ligne jusqu'à 9 m ; l'installation de postes d'aiguillage informatiques (PAI) dans les trois gares ; le renouvellement de la signalisation ; et l'installation d'un poste de commande centralisé pour toute la ligne en gare de Montdidier. Ces opérations ont été engagées dans le cadre du Contrat de projets État-région 2000-2006. La Région Picardie a investi 30,9 M€ sur un coût total de 37,3 M€, soit 83 % des opérations de modernisation de cette ligne. Au lieu des 15 M€ initialement prévus, l'État n'a finalement financé que 2,6 M€ soit 6,9 %, le département de l'Oise a pris en charge 6,4 %, Réseau ferré de France 3,3 % et la SNCF 0,5 %. Dans le premier semestre suivant la mise en place du nouvel horaire renforcé en date du 13 décembre 2009, le nombre de voyageurs a progressé de 50 %.

### Dates de déclassement
- Raccordement de Duvy (PK 59,550 à 61,440) : 7 décembre 1965[9].
- De la bifurcation de  Longueil-Sainte-Marie (le Bois d'Ageux) à Estrées-Saint-Denis (PK 76,165 à 90,000) : 11 juillet 1994[10].

## Description de la ligne

### Tracé - Parcours
La ligne quitte la gare d'Ormoy-Villers en direction du nord-est, laissant la ligne de La Plaine à Hirson sur sa droite. Il n'y a pas de saut-de-mouton : les trains pairs croisent à niveau la voie impaire de la dite ligne. Bientôt, la ligne de Boves passe en dessous de la ligne de Senlis, puis continue à descendre dans une cavée, l'un des étroits vallons creusés dans le plateau du Valois. Aussitôt, à la bifurcation de Duvy, le raccordement de Duvy rejoint la ligne, lui aussi à double voie, sans saut-de-mouton. Le raccordement de Duvy prend naissance en gare de Crépy-en-Valois où il dispose de deux voies à quai, et il est indépendant de la ligne de La Plaine à Hirson qu'elle enjambe par un saut-de-mouton.
La gare de Duvy est la première gare du parcours, commune aux deux branches. Elle se situe sur la même latitude que celle de Crépy-en-Valois, à moins de deux kilomètres par vol d'oiseau. Le tracé est par la suite globalement orienté nord-sud, toujours encaissé dans un vallon, et c'est à Séry-Magneval que se situe l'unique souterrain de la ligne (tunnel de Séry). La déclivité est continue jusqu'à Verberie, comprise entre 2 et 5 ‰. Au niveau de la commune d'Orrouy, dont la gare est fortement excentrée, l'orientation de la ligne devient sud-est - nord-ouest. Ensuite, à mi-chemin entre Orrouy et Béthisy-Saint-Martin, le parcours rejoint la vallée de l'Automne qu'il suivra jusqu'à Verberie.
La gare de Verberie est l'établissement le plus important de la ligne du fait de sa situation proche des raccordements avec la ligne de Creil à Jeumont, éloignée de 3 km. Après Verberie, la ligne d'Ormoy-Villers à Boves franchit l'Oise puis passe en dessous de la route de Compiègne à Pont-Sainte-Maxence. Immédiatement après, se situe la double bifurcation d'Ageux, au P.K. 76,125: le raccordement de Rivecourt-sud à voie unique, concernant la voie paire de la relation Compiègne - Verberie, se branche sur la ligne. Quant au raccordement d'Ageux à voie unique, concernant la relation Creil - Verberie, il rejoint le raccordement de Rivecourt-sud peu avant que ce dernier ne rejoigne la ligne principale. Mais il ne se greffe pas sur ce raccordement et reste parallèle à ce dernier jusqu'à la bifurcation.
Peu avant le pont de la ligne sur la ligne Creil - Jeumont, le raccordement de Rivecourt-nord à voie unique part depuis la voie paire Ormoy-Villers - Boves et croise à niveau la voie impaire. Il enjambe la ligne Creil - Jeumont sur un pont indépendant puis s'approche moyennant une courbe en S du village de Rivecourt : c'est ici que se situait le point d'arrêt de Rivecourt, desservi uniquement par les trains de la relation Crépy-en-Valois - Compiègne. Les deux raccordements de Rivecourt se raccordent à la ligne de Creil à Jeumont au P.K. 72,76 de cette ligne.
Pour revenir à la ligne principale Ormoy-Villers - Boves, elle atteint rapidement après le pont la bifurcation de Bailly au P.K. 77,790, soit 1 665 m après la bifurcation du bois d'Ageux. Cette bifurcation de Bailly intéresse le raccordement de Longueil à double voie, servant la relation Estrées-Saint-Denis - Creil. Le raccordement se situe directement au nord de la gare de Longueil-Sainte-Marie, à laquelle il est parallèle peu avant de rejoindre la ligne de Creil : il ne peut donc pas permettre aux trains d'entrer dans cette gare, raison pour laquelle un faisceau de voies indépendant est prévu pour les trains de marchandises en provenance et à destination d'Estrées et Longueau.
La ligne vers Estrées et Boves prend une nouvelle fois une orientation nord-sud et longe le village de Longueil-Sainte-Marie, qui disposait ici d'une halte en plus de sa gare déjà mentionnée sur la ligne de Creil à Jeumont. Jusqu'à Canly, la ligne est établie au pied d'un coteau, à l'est, mais sait éviter au maximum les déclivités. Puis la ligne tourne une seconde fois vers le nord-ouest et se dirige vers Estrées-Saint-Denis. Au P.K. 88,2, lieu de la bifurcation de Moyvillers, arrive la ligne de Clermont, Rochy-Condé et Beauvais. Les deux lignes contournent sur un tracé commun le bourg d'Estrées-Saint-Denis par l'est et par le nord, la gare étant située de façon excentrée en dehors de l'agglomération. La voie en provenance de Compiègne et Soissons se joint au tracé peu avant la gare : en effet, les trains de la relation Compiègne - Clermont devaient rebrousser à Estrées, mais quant aux trains de la relation Compiègne - Amiens, ils peuvent desservir Estrées sans changement du sens de la marche. En gare d'Estrées, s'effectue la rencontre avec la ligne de Rochy-Condé à Soissons et avec la ligne à voie métrique VFIL Oise d'Estrées-Saint-Denis à Froissy et Crèvecœur-le-Grand.

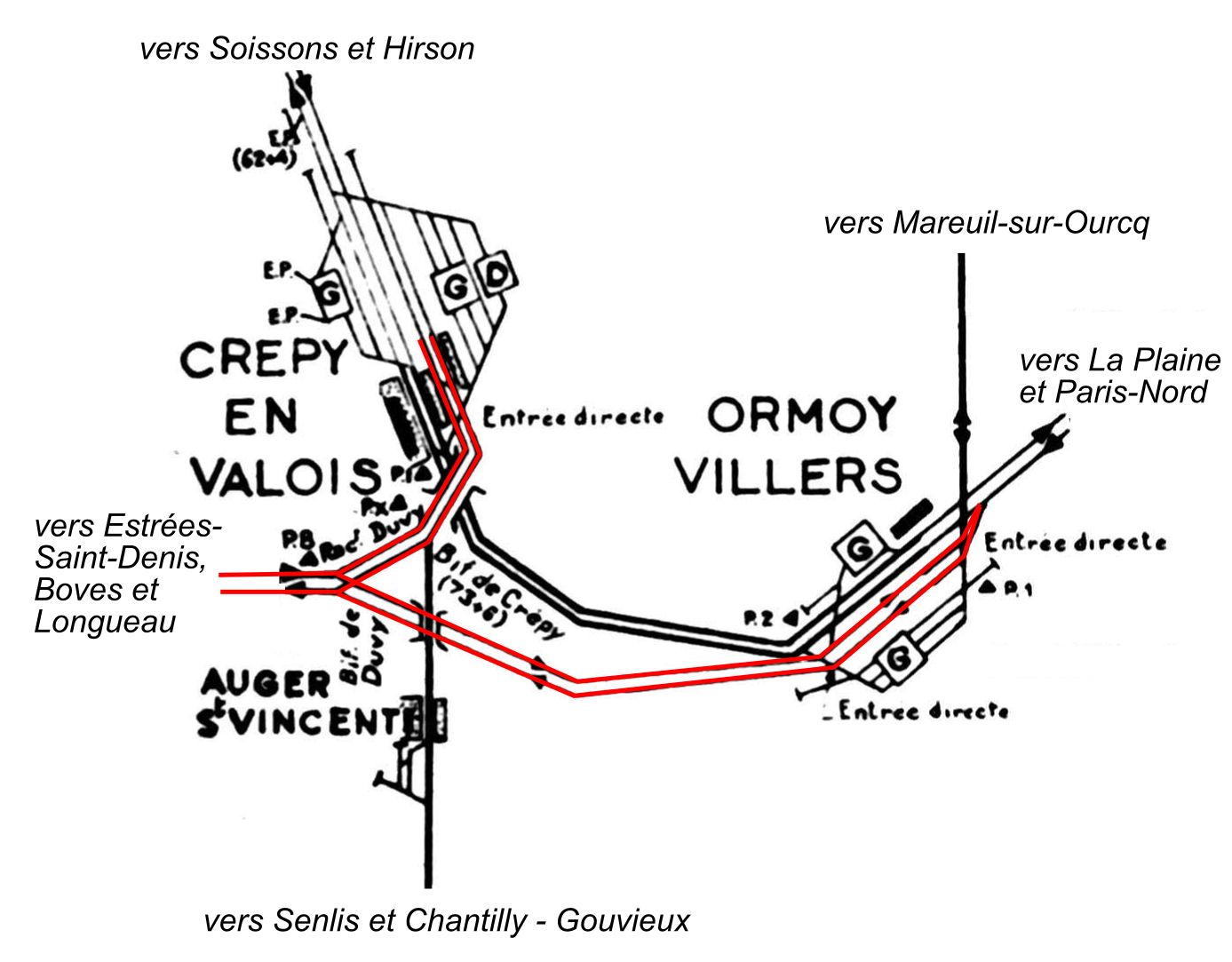
Origine de la ligne à Ormoy-Villers et Crépy-en-Valois.
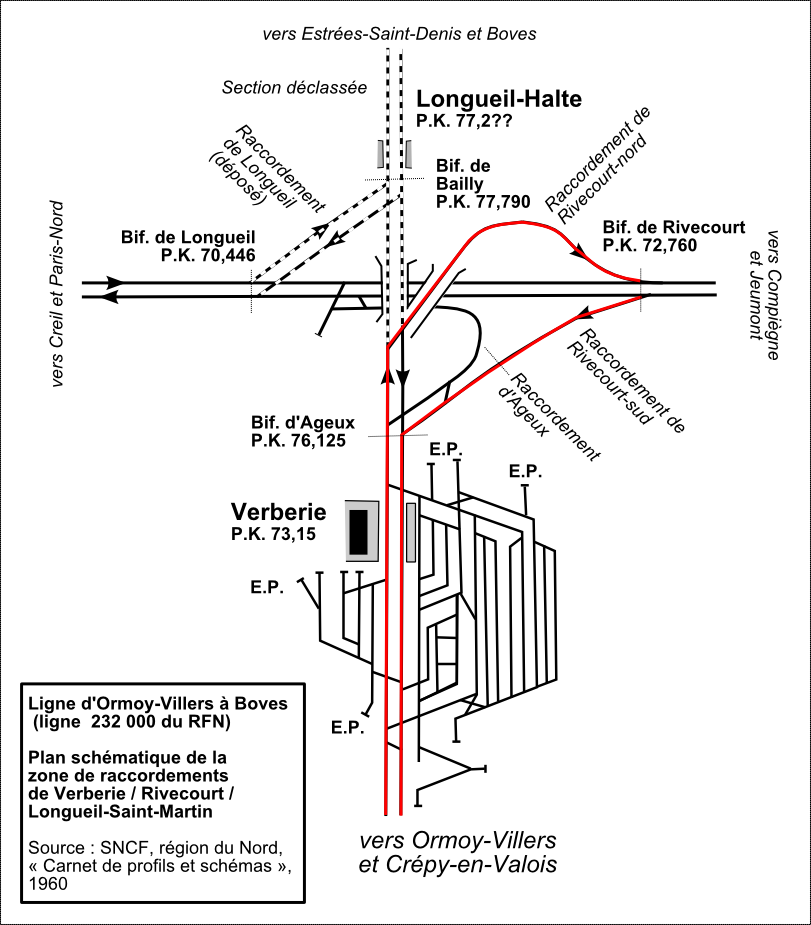
Zone de raccordements de Rivecourt / Longueil.
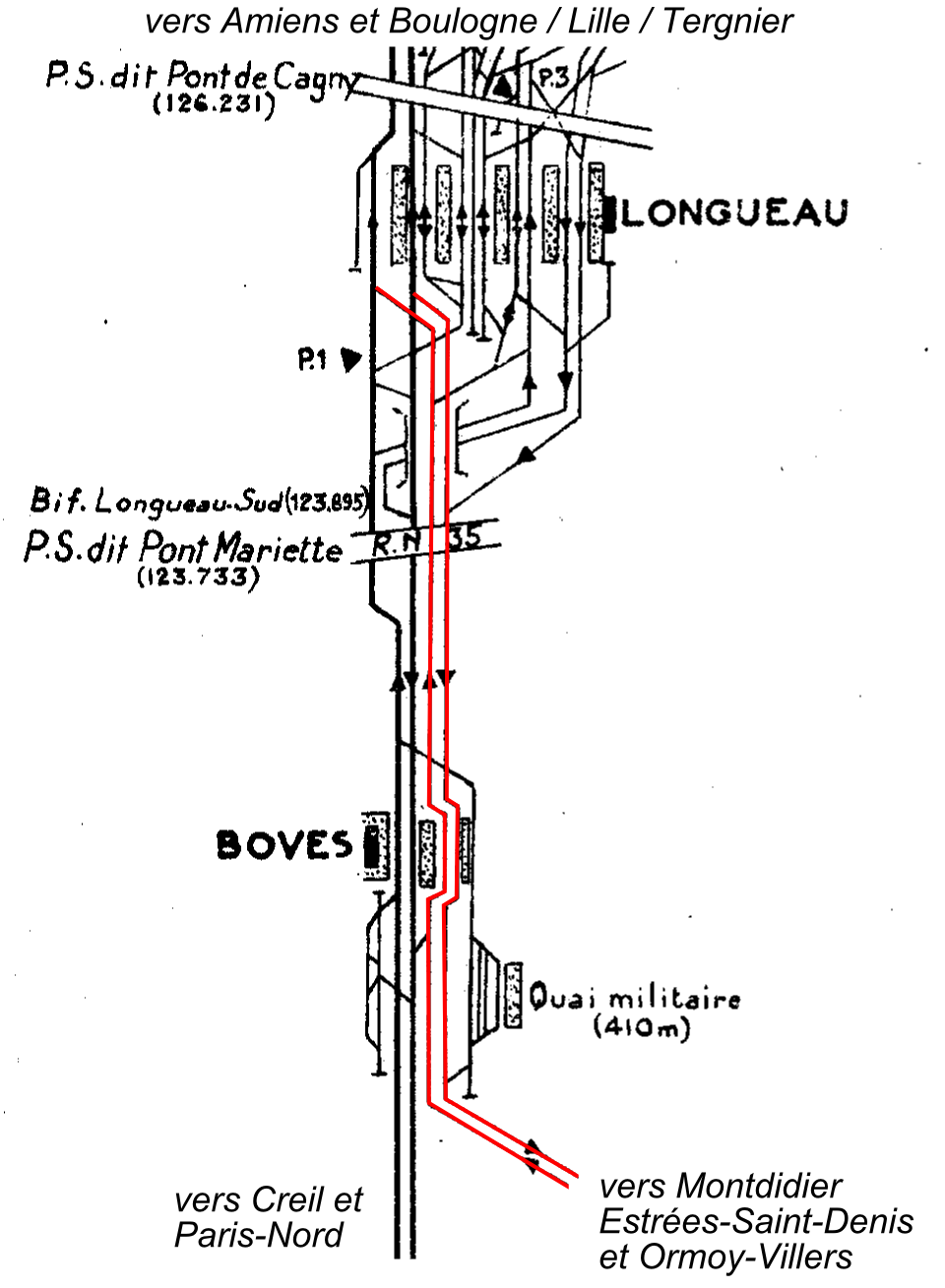
Intégration de la ligne dans le complexe de Longueau.
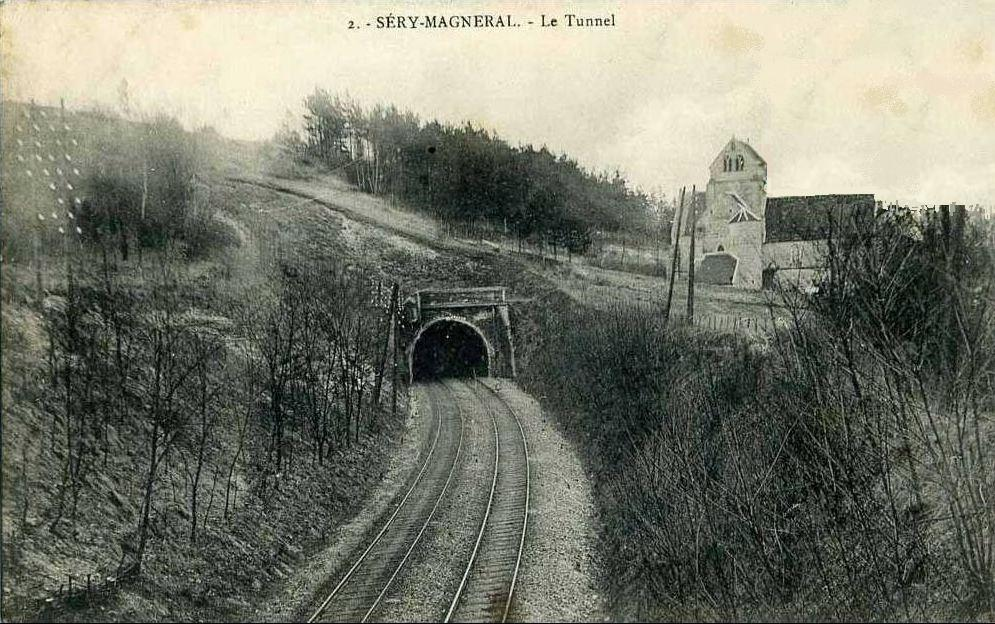
Le souterrain de Séry, vue en direction d'Ormoy-Villers.

### Caractéristiques
D'Ormoy-Villers à la bifurcation de Rivecourt, la ligne est à double voie, électrifiée en 25 kV monophasé et équipée du block automatique à permissivité restreinte (BAPR). La vitesse limite est de 100 km/h.
Entre la bifurcation d'Ageux et la bifurcation d'Estrées, la ligne est déclassée et en grande partie déposée.
D'Estrées-Saint-Denis à Longueau, la ligne est à voie unique banalisée, non électrifiée et à commande centralisée. Les trains ne peuvent se croiser qu'à Estrées, Montdidier et Moreuil. La vitesse limite est de 110 km/h à 120 km/h selon les sections, alors qu'elle a été de 100 km/h avant la modernisation.
À Boves, le lien avec la ligne de Paris-Nord à Lille n'existe plus. Il n'existe que la voie unique banalisée avec un quai. L'arrêt obligatoire en gare de Longueau a été supprimé grâce à une modification de la signalisation.

## Matériel roulant ayant circulé sur la ligne

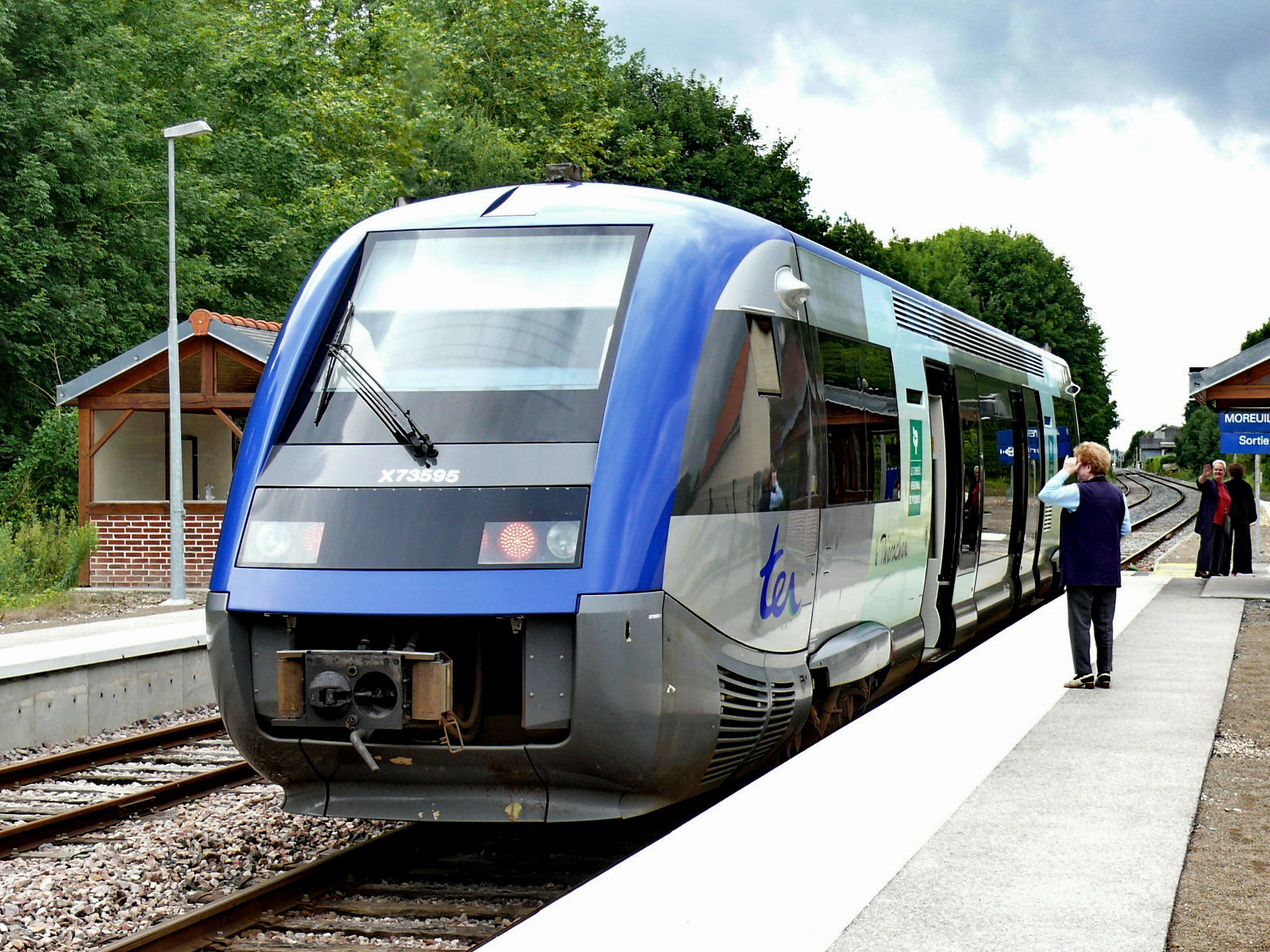
X 73595 en gare de Moreuil en 2008.

Avant la Première Guerre mondiale, les trains de voyageurs sont tractés par des 220 « Outrance » série 2.800 des dépôts de Compiègne et Estrées, des 221 série 2.400 et des 222 T série 2.200 « Revolver ». La traction des trains de marchandises est confiée aux 030 série 3.600, 230 série 3.000, 040 série 4.000 et 140 série 4.000 « les Bœufs ».
Pendant l'entre-deux-guerres, des machines plus puissantes sont requises pour les trains de marchandises : G8.1 ex-Prusse, 140 américaines « Pershing », ainsi que plus tard, 150 série 5.000 (SNCF 150 A) et 150 série 5.1200 (SNCF 150 B). Au début des années 1950, seules les 150 B des dépôts de Longueau, Lens et Le Bourget restent en service sur la ligne parmi ces séries, qui se partagent le service avec les 141 R nouvellement arrivées. Ces dernières permettent des charges de 1 400 t en sens impair et de 1 600 t en sens pair.
La dieselisation de l'exploitation est successive. Le train direct Compiègne - Estrées - Montdidier - Cambrai - Valenciennes et retour est assuré par des autorails ADN & Standard du centre de Cambrai (futurs X 23000 de la SNCF) à compter de l'horaire d'été 1936. La paire d'express Valenciennes - Cambrai - Montdidier - Estrées - Creil - Paris est tractée par la locomotive diesel-électrique Renault prototypique BB 60041 vers le milieu des années 1950. Dès sa sortie d'usine Brissonneau et Lotz de Creil, la locomotive diesel 040-DE-1, future BB 63001, effectue son programme d'essais sur les trains de marchandises réguliers Creil - Montdidier par le raccordement de Longueil et Estrées-Saint-Denis. Après l'électrification de la section Ormoy-Villers - bif. de Rivecourt, la traction vapeur y prend fin. La traction est d'abord dominée par les BB 16500, que côtoient les BB 16000 et BB 16100. Puis s'y ajoutent les BB 17000 dès leur mise en service.
Le service voyageurs susbsistant est entièrement assuré par des autorails à partir des années 1950, l'ancienne Compagnie du Nord ayant disposé d'un parc d'autorails relativement restreint. Sont utilisés les X 23000 de Cambrai puis de Longueau, des Renault ABJ X 3000 et des autorails unifiés X 3800 de Longueau. Les trains directs n° 1908/1933 Cambrai - Paris / Paris - Valenciennes sont formés par deux Renault ABJ 1 encadrant une remorque unifiée Decauville. Pendant les dernières années d'existence de ce train-phare de la ligne, il est assuré par X 4500 de Longueau.
À partir des années 1970, les EAD évincent les séries régionales de la ligne, mais leur nombre n'est pas toujours suffisant pour assurer la totalité des trains entre Amiens et Compiègne par Estrées : pendant les années 1980, une partie des trains sont formés de remorques unifiées tractées par des BB 63500 ou BB 66000 du dépôt de Longueau. Pendant les années 1990, les EAD X 4500 assurent la quasi-totalité du service voyageurs. S'y joignent les « ATER » X 73500 au début du XXIe siècle. Après la modernisation de la ligne, les EAD s'effacent complètement, et les « AGC » X 76500 se partagent désormais le service avec les X 73500 en unité multiple[réf. souhaitée].

## Exploitation et trafic

### Trafic de marchandises

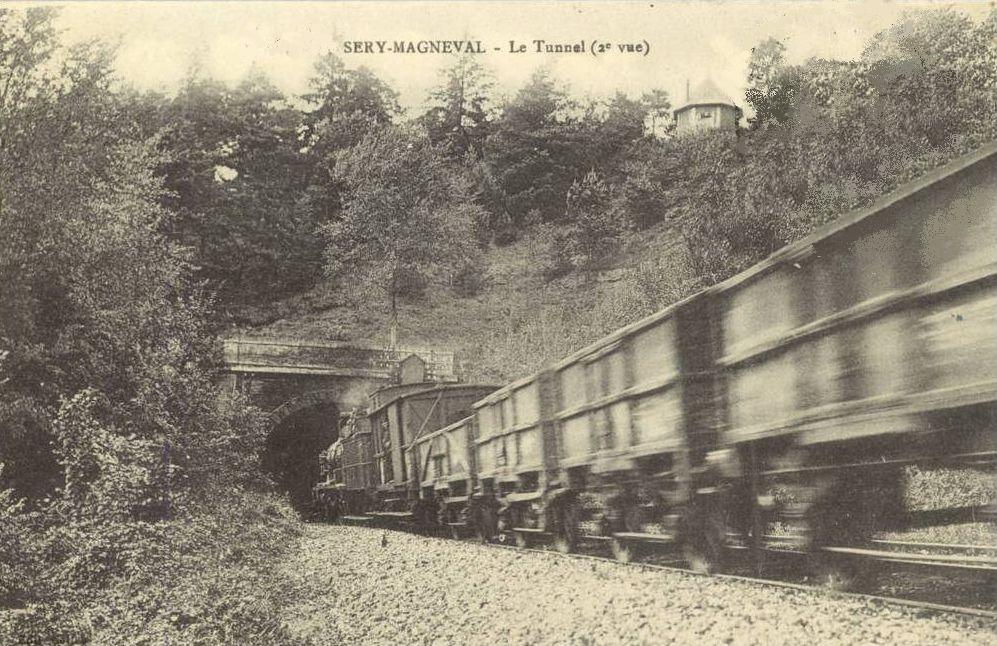
Train de charbon vide en direction du nord entrant dans le souterrain de Séry.

Le trafic de charbon entre les houillères du Nord de la France et le bassin Parisien constitue le principal trafic de la ligne de son ouverture jusqu'à l'électrification. Il est organisé par train entiers, et ses clients sont les centrales thermiques et les grands établissements industriels.
Sur le plan du trafic de wagons isolés, la gare de Verberie avec son petit triage représente le point névralgique de l'axe. Moyennant le triage, un échange avec les flux de trafic de courte et moyenne distance par la ligne de Creil à Jeumont s'opère. Existent également des trains reliant Montdidier à Creil, sans passer par Verberie, grâce au raccordement de Longueil.
Avec l'électrification Ormoy-Villers - Rivecourt en automne 1963 et la réorganisation du trafic dans le secteur qui en découle, le transit entre la région Parisienne et le Nord de la France disparaît de la section non électrifiée entre le raccordement de Bailly et Estrées. Quant au reste de la ligne d'Estrées à Longueau, il garde d'abord un trafic de desserte locale assuré depuis Compiègne et Longueau. Puis ce trafic disparaît à son tour vers le tournant du XXIe siècle, et la section est désormais dédiée au seul trafic TER.

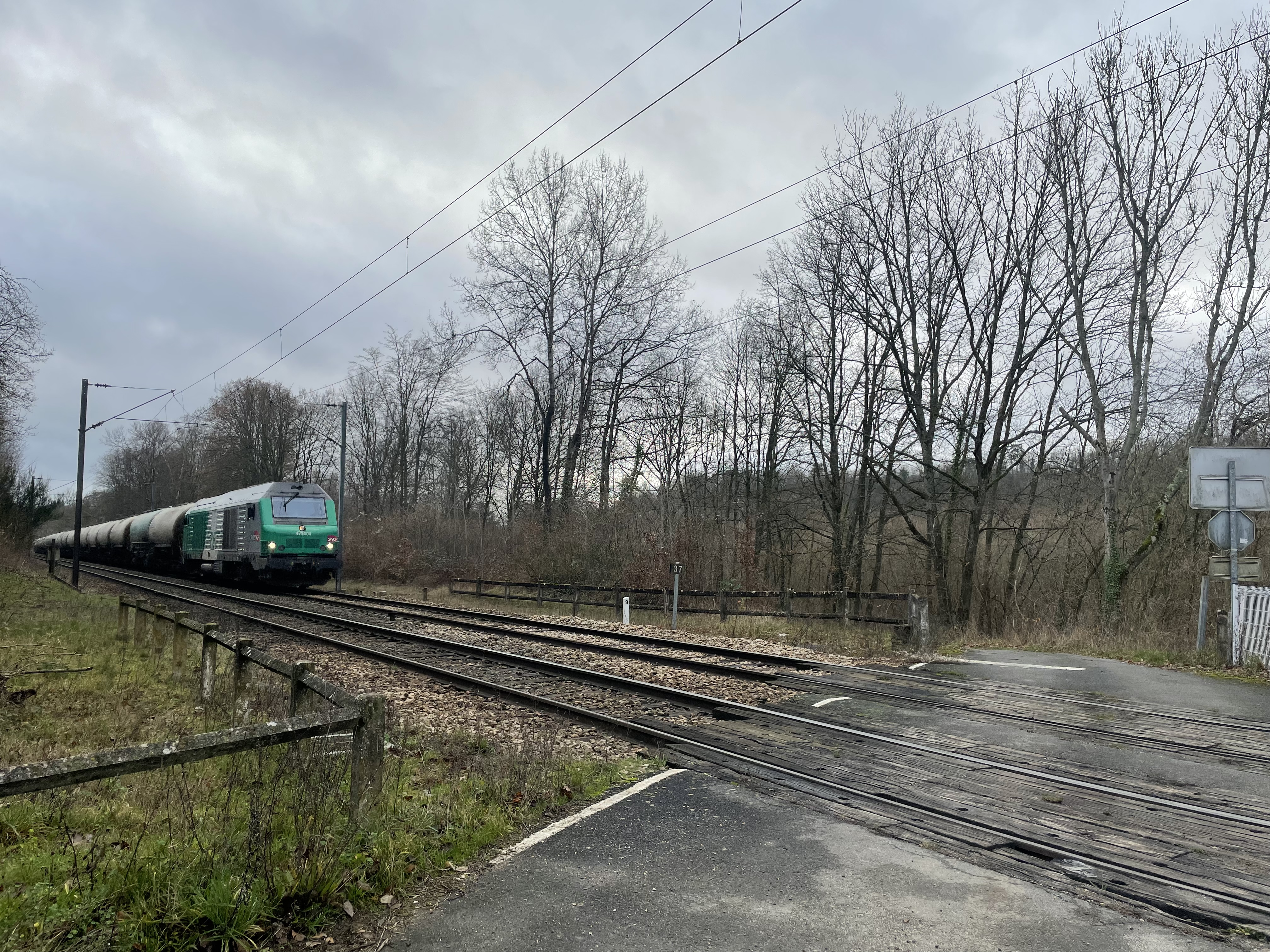
La BB 75404 en tête d’une rame de citernes, vue au niveau du PN37.

Au sud de la ligne entre Ormoy-Villers et Rivecourt, le trafic de transit continue, mais il passe par Tergnier et Busigny moyennant les raccordements de Rivecourt. Il s'agit toujours de flux entre l'Île-de-France (ainsi que le centre et le sud de la France) et le Nord-Pas-de-Calais voire la Belgique, mais le charbon ne domine plus. Du fait du fort trafic TER sur la ligne Paris - Creil, devant également supporter les TGV Nord jusqu'à la bifurcation de Gonesse, l'importance de l'itinéraire par Ormoy-Villers et Rivecourt s'est même renforcée. Par contre, le trafic local a quasiment disparu, et Verberie est désormais la dernière gare susceptible d'assurer la réception ou l'expédition de wagons.

### Trafic de voyageurs

#### Section d'Ormoy-Villers à Estrées-Saint-Denis

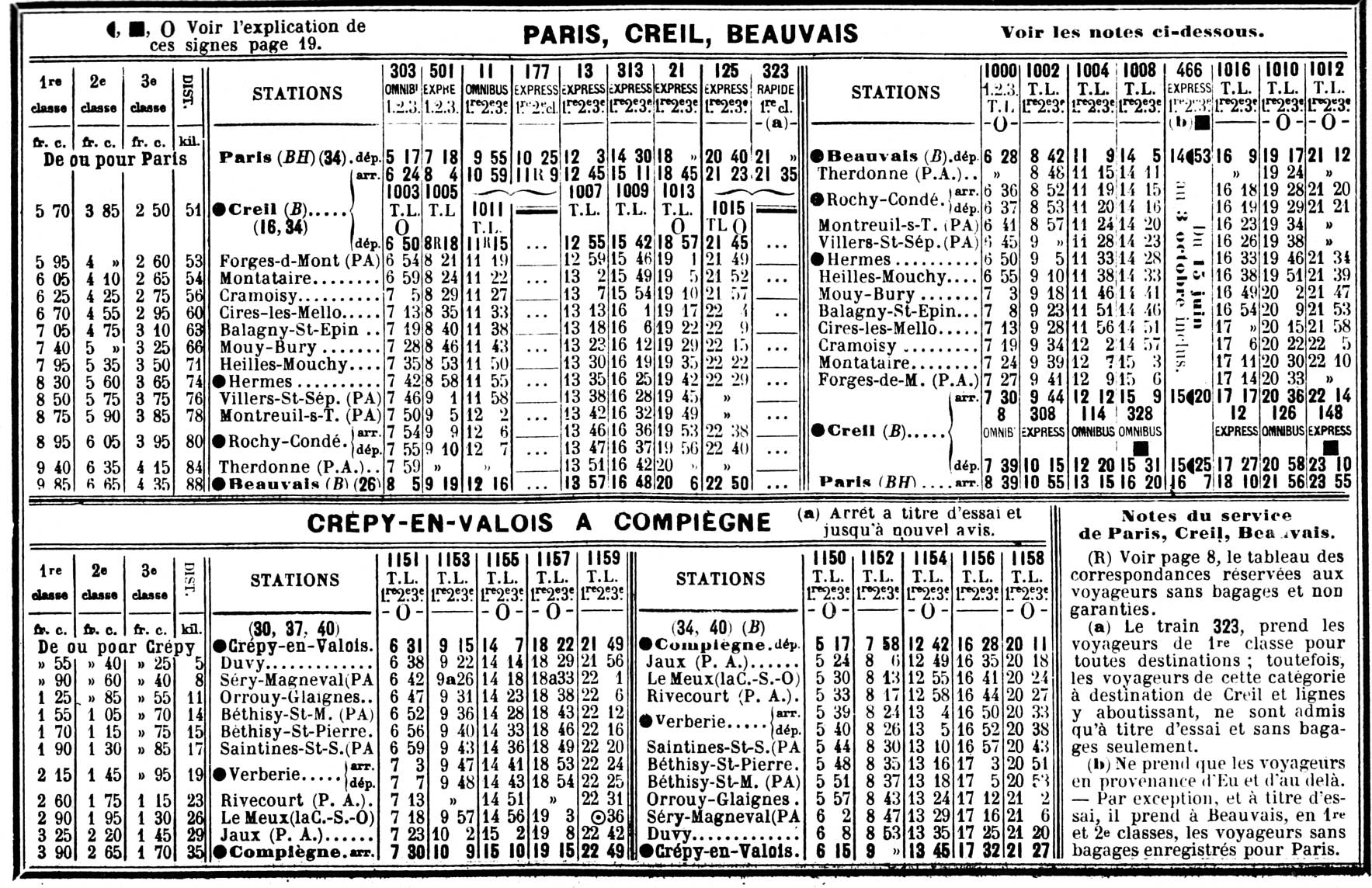
Horaire d'été 1914 (en bas).

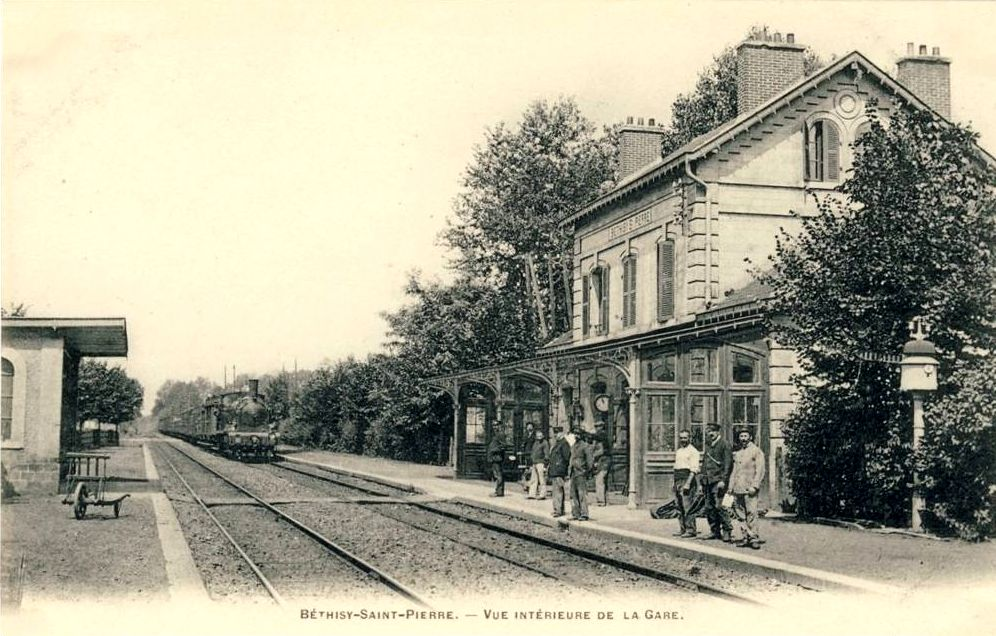
Train en provenance de Compiègne et à destination de Crépy entrant en gare de Béthisy-Saint-Pierre.

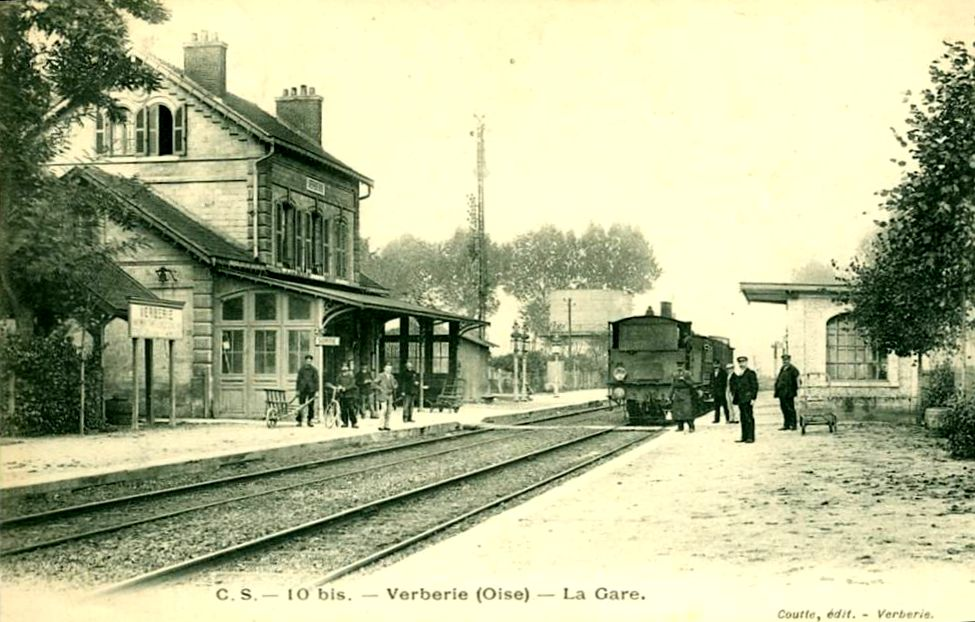
Un train en provenance de Compiègne ou Estrées-Saint-Denis entrant en gare de Verberie.

De l'ouverture de la ligne en été 1882 jusqu'à l'éclatement de la Première Guerre mondiale, la section est desservie par cinq aller-retours omnibus quotidiens. Les trains desservent deux relations en correspondance à Verberie : Crépy-en-Valois - Compiègne et Verberie - Estrées-Saint-Denis. Entre Crépy et Compiègne, sont desservies : Duvy, Séry-Magneval (point d'arrêt), Orrouy - Glaignes, Béthisy-Saint-Martin (point d'arrêt), Béthisy-Saint-Pierre, Saintines (point d'arrêt), Verberie, Rivecourt (point d'arrêt), Le Meux - La Croix-Saint-Ouen et Jaux (point d'arrêt) ; ces deux dernières stations étant situées sur la ligne de Creil à Jeumont. Entre Verberie et Estrées, sont desservies : Longueil-Sainte-Marie-Halte, à ne pas confondre avec la gare de Longueil-Sainte-Marie, Canly-Grandfresnoy, Arsy-Moyvillers (halte) et Moyvillers (point d'arrêt).
Il est donc à noter l'absence de desserte depuis la gare d'Ormoy-Villers d'une part, et l'absence de correspondances entre Creil et la ligne Ormoy-Villers - Boves, d'autre part. Pour se rendre de Verberie à Paris, il faut changer au Meux ou à Crépy, et pour se rendre de Verberie à Creil, il faut également passer par Le Meux (ou descendre à Longueil-Sainte-Marie-Halte et gagner la gare de Longueil-Sainte-Marie à pied). Par ailleurs, la gare de Longueil-Sainte-Marie porte le nom de « Verberie » jusqu'à ce que cette commune ne reçoive sa propre gare, et malgré la distance de 3 km qui séparent la gare de la ville, elle restera toujours plus commode pour se rendre à Creil ou Paris. Sinon, l'on remarquera également l'absence de trains grandes lignes et la coupure de la ligne en deux sections à Estrées.
En mai 1914, le temps de parcours moyen pour les 35 km séparant Crépy de Compiègne avoisine une heure. Le premier train part de Compiègne à 5 h 17, et le dernier train part de Crépy à 21 h 49. Tous les trains proposent les trois classes. Après la guerre, le niveau de l'offre restera toujours limité à trois aller-retours quotidiens jusqu'à la suppression du service voyageurs. Le temps de parcours entre Crépy et Compiègne s'établit autour de 50 min, soit une vitesse commerciale de 42 km/h. Les trains partent de Compiègne à 6 h 55, 12 h 29 et 18 h 59, et rentrent de Crépy à 8 h 38, 14 h 09 et 20 h 17, ce qui fait qu'une seule rame est suffisante pour la desserte. Quant au temps de parcours entre Verberie et Estrées, il est généralement de 23 min, mais les correspondances à Verberie se font toujours avec 15 à 20 min d'attente. Les trains partent d'Estrées à 6 h 32, 12 h 00 et 18 h 46, et rentrent de Verberie à 9 h 26, 14 h 50 et 21 h 02. Pour un voyage entre Estrées et Crépy, il faut compter entre 1 h 05 et 1 h 20. Les trains proposent toujours tous les trois classes.
Comme déjà mentionné dans le chapitre consacré à l'histoire de la ligne, la section Longueil - Estrées a également été utilisé par des trains directs de la relation Paris - Cambrai, et ceci jusqu'au 26 septembre 1966, date de la neutralisation de la section bifurcation d'Ageux - garages de Rucourt . Ces trains directs assurés par autorail pendant les dernières années n'effectuent aucun arrêt commercial entre Creil et Estrées, section parcourue en 25 min, mettant Estrées à 1 h 05 de Paris-Nord. Le train n° 1908 part de Cambrai à 7 h 53, quitte Estrées à 9 h 54 et arrive à la capitale à 10 h 58. Le train n° en repart à 18 h 44, quitte Estrées à 19 h 50 et arrive à Cambrai-Ville à 21 h 55, avant de continuer pour Valenciennes où il a son terminus à 22 h 45.
Du 26 septembre 1966 au 31 mars 1970, l'origine de l'express 1908/1933 est reportée à Compiègne avec les horaires suivants: train 189 au départ de Paris Nord à 18 h 48, arrivée à Compiègne à 19 h 35; le train direct 1933 part de Compiègne à 19 h 40, passe à Estrées à 19 h 57, à Montdidier à 20 h 19, à Roye à 20 h 35 puis arrive à Cambrai à 21 h 51, puis continue sur Valenciennes où il arrive à 22 h 35 .
Sans que les indicateurs et fiches horaires destinés au public en fassent mention, la ligne Ormoy-Villers - Rivecourt est régulièrement utilisée par des trains grandes lignes jusqu'à l'instauration du pré-cadencement avec le horaire annuel 2012. L'après-midi, un Intercités Maubeuge - Paris sans arrêt commercial entre Compiègne et Paris est tracé via Verberie, et d'autres trains périodiques s'y ajoutent. Le temps de parcours s'en trouve prolongé de 10 min, mais l'avantage est de permettre aux agents de conduite de ne pas perdre l'expérience de la ligne[réf. souhaitée], et le blanc travaux entre Rivecourt et Creil se trouve allongé. En cas d'interceptions imprévues de la ligne Paris - Creil ou de la section Creil - Rivecourt, lors d'accidents de personne par exemple, les trains peuvent être spontanément détournés par Ormoy-Villers et Verberie.
Sinon, la ligne retrouve chaque année sa mission d'itinéraire de détournement lors de travaux entre Paris et Ormoy-Villers ou entre Paris, Creil et Rivecourt, que ce soit pour le temps d'un ou deux week-ends, ou pendant plusieurs semaines en dehors des heures de pointe. Dans le premier cas, les TER Picardie Paris - Laon et retour passent par le raccordement des Ageux, Verberie et Ormoy-Villers, où un rebroussement est nécessaire. Dans le second cas, les trains entre Paris et Compiègne passent par Ormoy-Villers, Verberie et les raccordements de Rivecourt, comme déjà mentionné. Plus rarement, les trains entre Paris et Amiens passent également par Ormoy-Villers et Verberie, puis utilisent le raccordement des Ageux et rebroussent à Creil. Pour éviter ce rebroussement, la déviation s'effectue toutefois via Persan-Beaumont dans la mesure de disponibilité de sillons.

#### Section d'Estrées-Saint-Denis à Boves

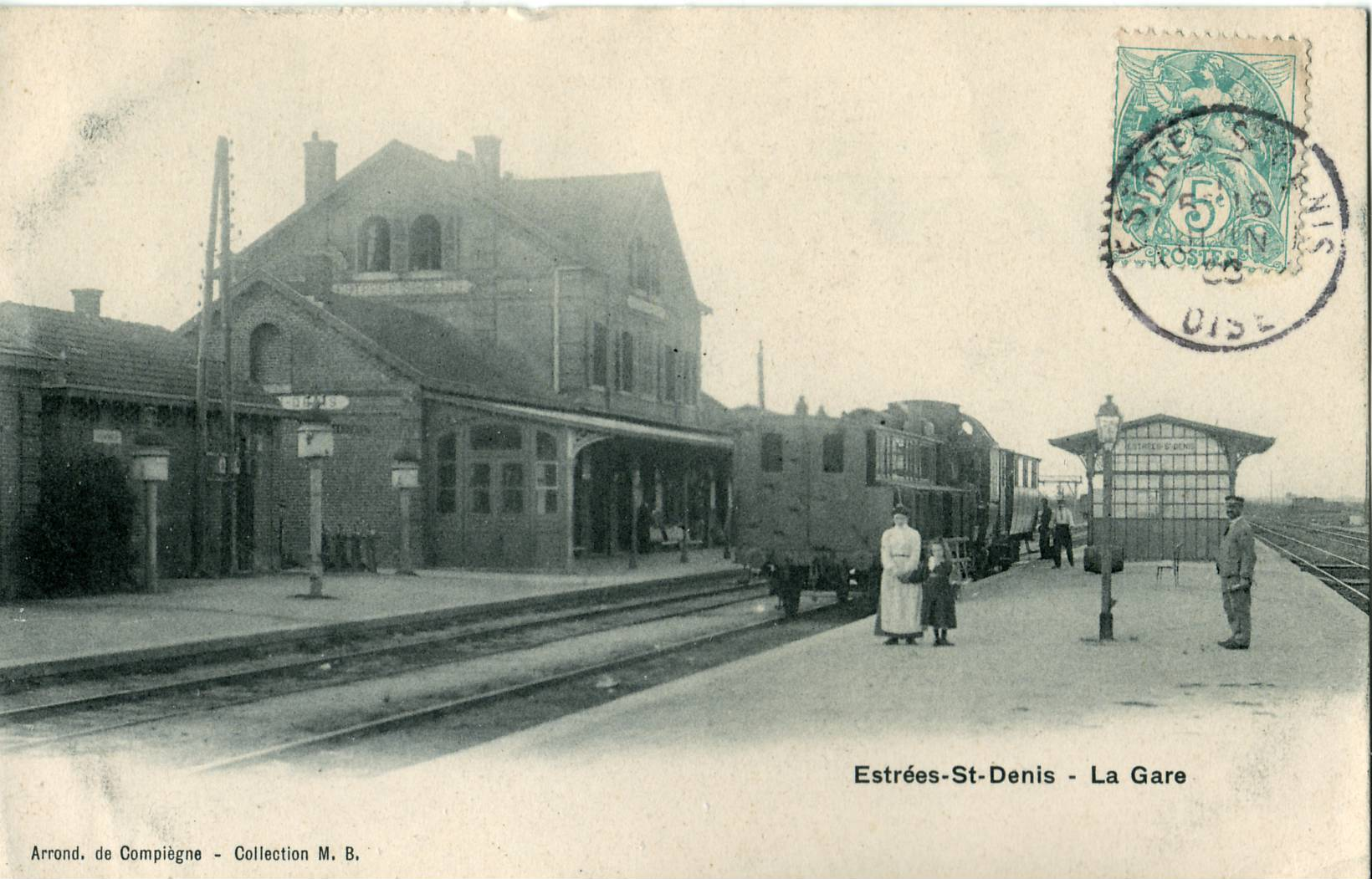
Automotrice à vapeur série VV1 à 2 en gare d'Estrées-Saint-Denis, entre 1901 et 1903.

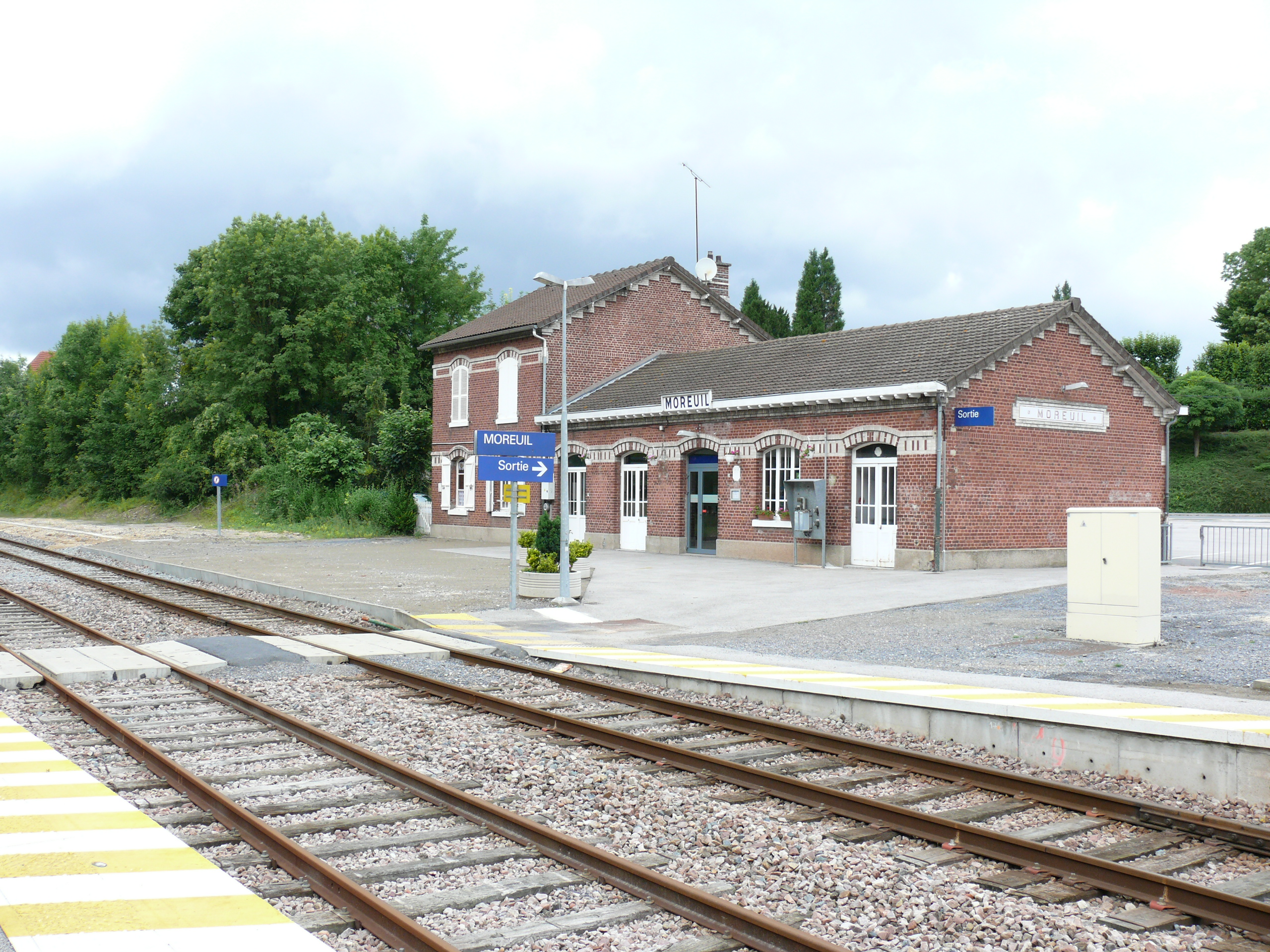
La gare de Moreuil après la modernisation des installations voyageurs en 2003-2005.

Le service voyageurs sur la section d'Estrées-Saint-Denis à Longueau est, dès le début, exploité indépendamment de la section sud. La seule exception constituent les trains directs de la relation Paris - Cambrai, mentionnés ci-dessus, qui utilisent la ligne de la bifurcation de Longueuil jusqu'à Montdidier.
Pendant le service d'hiver 1965/66, la section d'Estrées à Longueau est parcourue par quatre aller-retours quotidiens, ainsi que par quelques trains périodiques. Aucun train n'est par ailleurs terminus Boves ou Longueau. Tous les trains sont assurés par des autorails, et sauf le train direct, ils ne proposent que la 2e classe et s'arrêtent dans toutes les stations. Concrètement, l'on compte 
- un aller-retour direct Cambrai - Paris - Valenciennes comme déjà décrit ;
- un aller-retour Compiègne - Estrées - Montdidier - Cambrai en 3 h 06 à 3 h 17, départ de Compiègne à 8 h 12 et retour de Cambrai à 15 h 11 ;
- deux aller-retours Compiègne - Estrées - Montdidier - Amiens en 1 h 40 à 2 h 05, départ de Compiègne à 5 h 17 (même les dimanches et fêtes) et 18 h 41, et retour d'Amiens à 5 h 59 et 18 h 40 (18 h 45 et 21 h 38 les dimanches et fêtes) ;
- deux aller-retours Montdidier - Amiens, départ de Montdidier à 13 h 00 et 16 h 29, et retour d'Amiens à 9 h 30 et 16 h 26 ; ainsi qu'un troisième aller-retour circulant uniquement les samedis ;
- un aller simple Amiens - Moreuil circulant uniquement les samedis.

Il est à noter que les trains Compiègne - Cambrai et Montdidier - Amiens ne sont pas en correspondance à Montdidier, si bien qu'il n'existent que les deux aller-retours par jour pour se rendre de Compiègne à Amiens et vice versa.
Après la fermeture au service voyageurs de la ligne Montdidier - Cambrai au 1er avril 1970, l'axe Amiens - Compiègne s'en retrouve renforcé. Puis, des extensions de l'offre ont lieu pendant les années 1980 et 1990, portant ainsi le nombre de trains en pleine semaine à huit entre Amiens et Compiègne et sept au retour. Il n'y a plus de trains entièrement omnibus, mais pas non plus de schéma de desserte, chaque train desservant une sélection de gares différente. Par contre, plusieurs points d'arrêt sont supprimés, et les gares les moins importantes transformées à leur tour en points d'arrêt non gérés. Concrètement, les points d'arrêt de Thennes-Castel, Gratibus - Marestmontiers, Domfront-la-Compassion, Ménévillers et Moyenneville sont fermés sans remplacement par un service de substitution, alors que ceux de Braches et Bouillancourt sont remplacés par des taxis TER (transport à la demande). Après les travaux de modernisation des années 2005-2009, ne subsistent que trois gares proprement dites : Moreuil, Montdidier et Estrées-Saint-Denis[réf. souhaitée].
Ensuite, l'horaire annuel 2010 voit une extension de l'offre de 66,7 %, avec désormais treize trains Compiègne - Amiens et douze au retour en pleine semaine, hors vacances d'été. La moitié des trains est entièrement omnibus (avec toutefois moins d'arrêts que pendant les années 1960 à la suite des différentes fermetures mentionnées), et les autres trains ne desservent plus que Moreuil, Montdidier et Estrées, ainsi que souvent Tricot et plus rarement Thézy-Glimont. Le temps de parcours est ainsi considérablement réduit et n'est plus que d'une heure dans le meilleur des cas, ce qui équivaut une vitesse commerciale de 76 km/h.

### Service par autocars
Trente ans après la suppression des navettes entre Verberie et Estrées-Saint-Denis, alors que l'autorail direct Cambrai - Paris passe toujours par la ligne sans s'arrêter, même le service routier de substitution a déjà disparu. Les communes d'Arsy, Grandfresnoy (sporadiquement) et Canly sont toutefois desservies par certaines courses de la ligne Beauvais - Clermont - Compiègne, qui remplace à son tour le service par fer de la ligne de Rochy-Condé à Compiègne. Les exploitants sont les Autobus routiers de l'Oise (ARO) et les Courriers Automobiles du Beauvaisis (CAB), ultérieurement fusionnés en CAB-ARO puis rachetés par Veolia Transport.
Ultérieurement, la ligne routière Beauvais - Clermont - Compiègne est transformée en ligne express 33E et ne dessert plus que Clermont. La desserte locale s'effectue désormais par les lignes 33B Clermont - Compiègne (passant par Grandfresnoy et Canly) et 33C Estrées-Saint-Denis - Compiègne (passant par Moyvillers et Arsy).
Quant à la relation Compiègne - Crépy-en-Valois par Verberie, elle est toujours desservie trente ans après la suppression des trains, et l'itinéraire est resté inchangé. L'offre s'est toutefois réduite, ne comportant plus que deux aller-retours quotidiens, un le matin et un le soir, ainsi qu'un troisième aller-retour les samedis, dimanches et fêtes seulement. Un aller-retour partiel Crépy- Verberie est proposé les mercredis et samedis. L'exploitant est la Société de Transports Routiers de Voyageurs (STRV) à Senlis, filiale de la SNCF créée en 1964, fusionnée avec la SCETA Transports et Voyages pour devenir Cariane Oise en 1988, puis fusionnée avec VIA-GTI pour devenir Keolis début 2001. - Les localités de Béthisy-Saint-Pierre à Verberie sont également desservies par la ligne Paris - Compiègne créée au début des années 1930 par les Transports Renault, devenus CEA-Uniroute au tournant des années 1960. Lorsque cette société se retire du secteur nord parisien, elle cède la ligne aux Courriers d'Île-de-France (CIF), qui à leur tour se séparent des lignes dans l'Oise pendant les années 1990 au profit de leur société-sœur CABARO.
Sur la relation en question, l'itinéraire a été complètement réorganisée et adapté aux besoins des transports scolaires, avec abandon des localités de Verberie, Saintines, Béthisy-Saint-Pierre et Béthisy-Saint-Martin. Elles sont desservies par la ligne CABARO 10 Senlis - Compiègne (ex-CIF) et par la ligne Keolis Oise 11 Verberie - Compiègne, à raison de trois allers et quatre retours en semaine (sans compter les renforts scolaires). Orrouy ne bénéficie que d'un unique aller-retour par semaine, les mercredis pour le marché de Crépy. Glaignes, Séry-Magneval et Duvy ne disposent plus que d'un unique aller-retour pour Crépy et Compiègne, circulant les jours scolaires exclusivement. Pour Duvy, s'y ajoutent certaines courses de la ligne 62 Senlis - Crépy.

## Vestiges
La section comprise entre Estrées-Saint-Denis et le village de Longueil-Sainte-Marie a été transformée en 2006 en piste pédestre.